# Johannes-Brahms-Platz

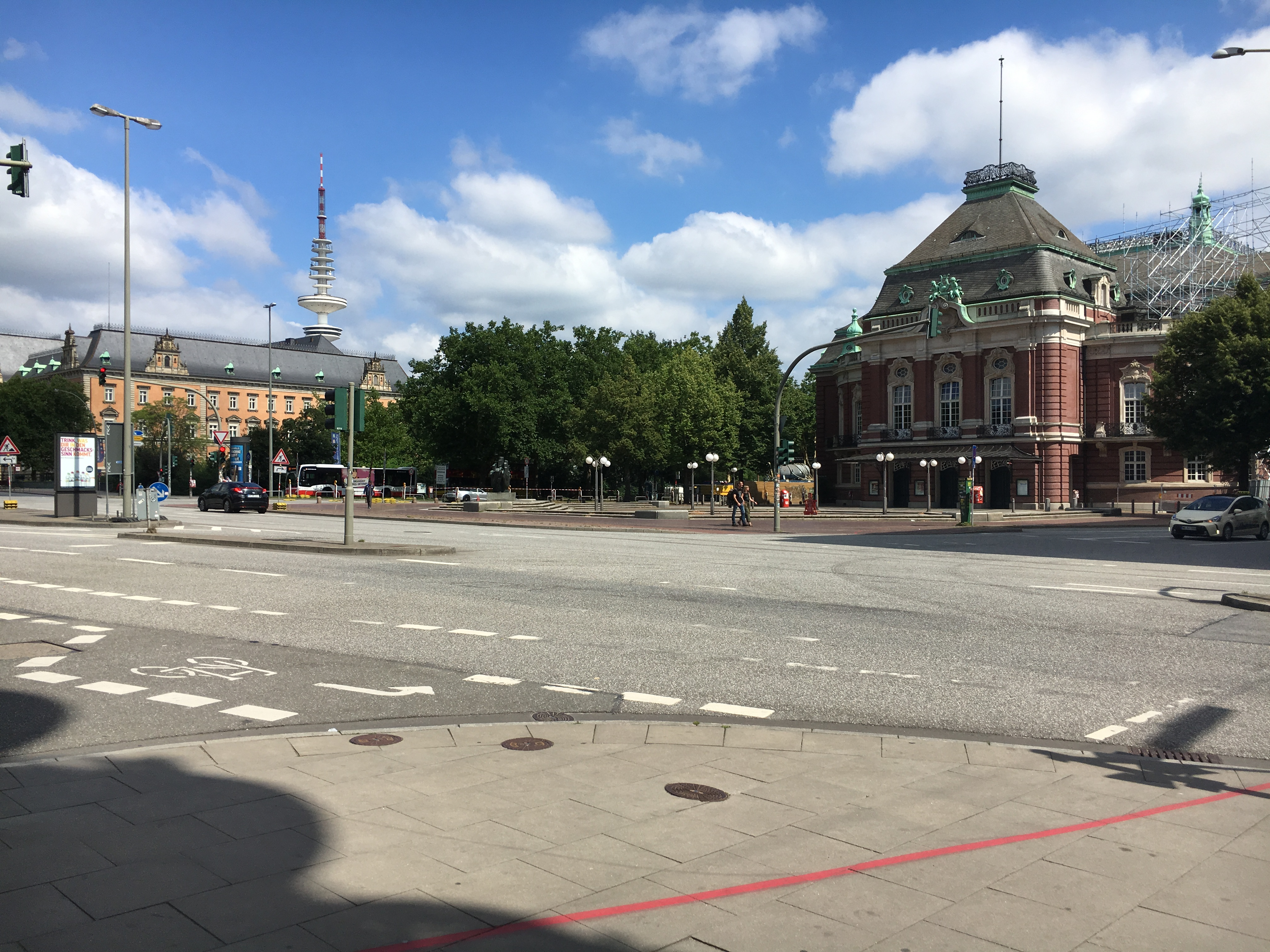
Johannes-Brahms-Platz mit Laeiszhalle und Strafjustizgebäude im Hintergrund

Der Johannes-Brahms-Platz (vor 1934 Holstenplatz, 1934–1997 Karl-Muck-Platz) ist ein etwa 100 × 70 Meter großer öffentlicher Platz und Verkehrsknoten im Nordwesten der Hamburger Innenstadt. Hier münden mehrere große Hauptverkehrsstraßen (Gorch-Fock-Wall, Holstenwall, Kaiser-Wilhelm-Straße) sowie weitere Nebenstraßen (Dragonerstall, Pilatuspool, Poolstraße, Valentinskamp). 
Dominiert wird der Platz von der Laeiszhalle an seiner Nordseite und dem Brahms-Kontor im Süden; nach Nordwesten hin öffnet sich der Platz zu den Wallanlagen und zu dem als Justizforum bezeichneten Ensemble aus Hanseatischem Oberlandesgericht und weiteren Justizgebäuden. 

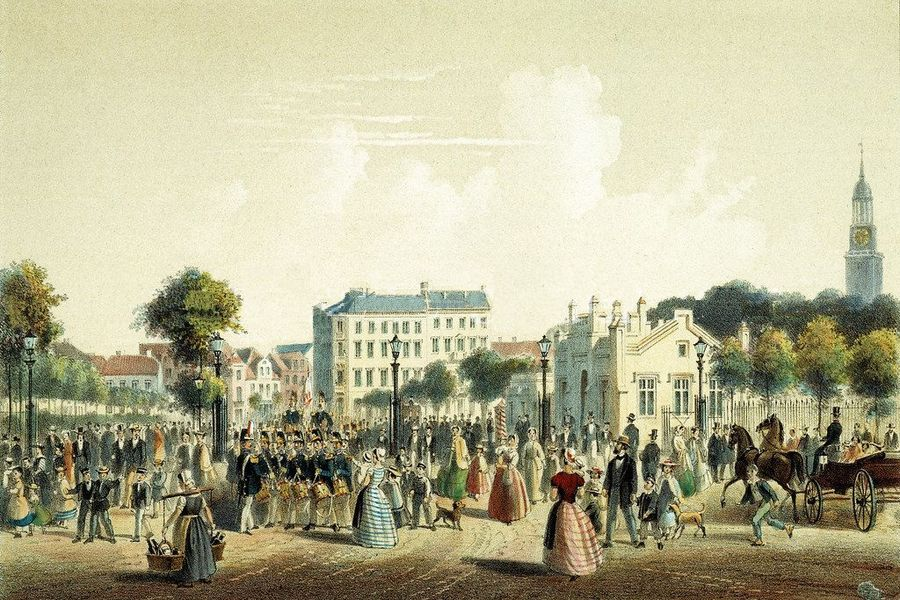
Holstentor um 1860

Der Platz entstand 1859 mit Eröffnung des Holstentores als zusätzlichem Ausgang aus der Innenstadt in die benachbarte Vorstadt St. Pauli. Zwar wurde das Tor bereits mit der Abschaffung der Torsperre 1861 wieder überflüssig, der Platz hieß jedoch seither Holstenplatz. Mit dem Baubeginn für das Justizforum wurde der Platz ab 1879 nach Nordwesten zu einer repräsentativen Doppelplatzanlage erweitert, die zunächst als Ganzes weiterhin Holstenplatz hieß, bevor der größere Westteil 1912 zu Ehren des ersten Oberlandesgerichtspräsidenten Ernst Friedrich Sieveking in Sievekingplatz umbenannt wurde. Der verbleibende Ostteil trug weiter den alten Namen, ehe er 1934 nach dem Dirigenten Karl Muck und 1997 anlässlich seines 100. Todestages schließlich nach dem in Hamburg gebürtigen Komponisten Johannes Brahms benannt wurde.